# Jeanne captive
Pour plus de détails, voir Fiche technique et Distribution.
Jeanne captive est un film historique français réalisé par Philippe Ramos présenté lors de la Quinzaine des réalisateurs du Festival de Cannes 2011 et sorti en salles le 16 novembre 2011.

## Synopsis
À l'automne 1430 après sa capture par les Bourguignons au siège de Compiègne, Jeanne d'Arc est enfermée par Jean de Luxembourg en son château de Beaurevoir avant d'être vendue contre rançon de 10 000 livres aux Anglais. Se murant dans son silence en plus des murs qui l'emprisonnent, elle refuse de se nourrir et n'entend plus ses voix. Sautant du haut du donjon pour s'échapper, dans l'espoir d'être sauvée par les anges ou commettant une tentative de suicide, elle est sérieusement blessée. Aidée d'un guérisseur qui la prend en pitié, elle se rétablit lentement et tente maintes manœuvres dilatoires pour retarder son transfert en Haute-Normandie contrôlée par les Anglais.
Transportée à Rouen, en passant par Arras et Le Crotoy, où elle voit pour la première fois la mer et ré-entend la parole de Dieu, elle est livrée à l'évêque Pierre Cauchon qui ordonne son procès et lui demande de renier ses actes et de cesser de porter des vêtements d'homme. Mise à l'épreuve dans un cachot où elle reste dévêtue durant de nombreuses heures, elle finit par se rhabiller des vêtements masculins qui lui sont laissés pour toute option pour lutter contre le froid et malgré les tentatives d'intercession d'un moine. Saisissant cette occasion, ses accusateurs la condamnent à être brûlée vive sur la place du Vieux-Marché à Rouen, en présence d'une foule qui l'acclame et lui apporte son soutien. Son corps est brûlé lors de trois crémations successives et ses cendres dispersées dans la Seine par son bourreau Geoffroy Thérage afin de ne laisser aucun reste susceptible d'être vénéré.

## Fiche technique
- Titre : Jeanne captive
- Réalisation : Philippe Ramos
- Scénario : Philippe Ramos
- Photographie : Philippe Ramos
- Montage : Philippe Ramos
- Son : Philippe Grivel
- Direction artistique : Bruno Dumont
- Costumes : Marie-Laure Pinsard
- Production et distribution : Sophie Dulac et Michel Zana
- Société de distribution : Sophie Dulac Distribution (France)
- Pays de production :  France
- Langue : français, anglais
- Format : 35 mm
- Format de projection : 2.35:1 CinemaScope
- Durée : 92 minutes
- Date de sortie : France - 16 novembre 2011

## Distribution
- Clémence Poésy : Jeanne d'Arc
- Thierry Frémont : le guérisseur
- Liam Cunningham : le capitaine anglais
- Mathieu Amalric : le prédicateur
- Louis-Do de Lencquesaing : Jean de Luxembourg
- Jean-François Stévenin : le moine
- Johan Leysen : le chef des gardes
- Bernard Blancan : le charpentier
- Pierre Pellet : le geôlier
- Pauline Acquart : la fille du charpentier
- Christopher Craig : le sergent du convoi
- Kester Lovelace : le sergent prison

## Projet et réalisation
Le budget du film a été de 2,5 millions d'euros. Le tournage s'est déroulé de septembre au 8 novembre 2010. Des scènes d'ensemble telles que l'arrivée à Rouen ont été tournées en novembre 2010 au château de Pierrefonds. Le quatrième étage du donjon du château de Vincennes est le théâtre de la relation entre Jeanne d'Arc captive de Jean II de Luxembourg-Ligny et son médecin soignant. La salle des gardes du château de Nangis est le cachot lors de son procès à Rouen.[réf. nécessaire] La scène du bûcher a été tournée au pied des remparts de la ville haute de Provins[réf. nécessaire].

## Distinctions
Le film a été sélectionné à la Quinzaine des réalisateurs lors du festival de Cannes 2011 et était, de ce fait, éligible à trois prix (prix Europa Cinema, prix SACD et Art Cinema Award).